# دم‌پنبه‌ای شرقی
خرگوش دم‌پنبه‌ای شرقی (نام علمی: Sylvilagus floridanus) نام یک گونه از سرده خرگوش‌های دم‌پنبه‌ای است.